# Blepharis gigantea
Blepharis gigantea är en akantusväxtart som beskrevs av Anna Amelia Obermeyer. Blepharis gigantea ingår i släktet Blepharis och familjen akantusväxter. Inga underarter finns listade i Catalogue of Life.